# Nadeem Iqbal
Nadeem Iqbal (* 3. April 1983) ist ein ehemaliger indischer Skilangläufer.
Iqbal nahm von 2011 bis 2014 an Wettbewerben der Fédération Internationale de Ski teil. Bei den nordischen Skiweltmeisterschaften 2013 im Val di Fiemme belegte er den 145. Platz über 15 km Freistil. Bei den Olympischen Winterspielen 2014 in Sotschi erreichte er den 85. Rang über 15 km klassisch.